# Clase… aparte
Clase… aparte (ELD-2034) es el sexto álbum de la agrupación peruana de música tropical, dirigida por Enrique Delgado, Los Destellos, publicado por el sello peruano Odeon/Iempsa.

## Lista de canciones

### Lado A
1. Para Elena (balada cumbia)
2. El Pacífico (cumbia)
3. La cocalera (cumbia guaracha)
4. Chiquilla bonita (bolero)
5. La fatífica (descarga)
6. Los dulces 16 (calipso)

### Lado B
1. El eléctrico (cumbia)
2. La ranita (ritmo alegre)
3. La cumbia del Sol (cumbia)
4. Tú dónde estás (balada)
5. El marcianito (cumbia)
6. El Gran Boneton (cumbia)

## Músicos
- Enrique Delgado (director)
- Fernando Quiroz (segunda guitarra)
- Tito Caycho (bajista)
- Oscar Yong Bustamante (Animador)
- César Arias(timbales)
- Oswaldo Ortega (cantante)